# Elżbieta Witek
Elżbieta Barbara Witek (Jawor; 17 de Dezembro de 1957 — ) é um político da Polónia. Ela foi eleito para a Sejm em 25 de Setembro de 2005 com 7476 votos em 1 no distrito de Legnica, candidato pelas listas do partido Prawo i Sprawiedliwość.